# زوران آنتونیویچ
زوران آنتونیویچ (انگلیسی: Zoran Antonijević؛ ۲۱ اکتبر ۱۹۴۵ – ۵ فوریهٔ ۲۰۰۸) بازیکن فوتبال اهل یوگسلاوی بود.
از باشگاه‌هایی که در آن بازی کرده‌است می‌توان به باشگاه فوتبال ایراکلیس ۱۹۰۸ و باشگاه فوتبال ستاره سرخ بلگراد اشاره کرد.
وی همچنین در تیم ملی فوتبال یوگسلاوی بازی کرده‌است.